# Distrito de Kailahun
El distrito de Kailahun es uno de los catorce distritos de Sierra Leona y uno de los tres de la provincia del Este. Cubre un área de 3940 km² y albergaba una población de 545 947 personas en 2021. La capital es Kailahun.

## División administrativa
El distrito está dividido en 15 municipios (chiefdoms). Su población en 2015 era la siguiente:
- Dea 13 414
- Jawie 50 951
- Jahn 10 257
- Kissi Kama 20 421
- Kissi Teng 45 149
- Kissi Tongi 50 950
- Kpeje Bongre 25 169
- Kpeje West 27 544
- Luawa 81 044
- Malema 37 095
- Mandu 30 984
- Njaluahun 61 216
- Penguia 26 272
- Upper Bambara 26 848
- Yawei 29 322